# Ирина Баева
Ирина Баева (на руски: Ирина Баева, на испански: Irina Baeva) е руска актриса и модел, живееща в Мексико от 2012 г.

## Биография
Ирина Баева завършва основното и средното си образование в Москва. Научила е испански език, гледайки мексикански теленовели. Също така учи журналистика и връзки с обществеността в Московския държавен университет, но изоставя специалността, за да се премести в град Мексико. През 2012 г. се установява в Мексико, където започва да учи актьорско майсторство в Центъра за артистично образование към Телевиса. Дебютът ѝ като актриса е през 2015 г. в теленовелата Италианската булка, продуцирана от Педро Дамян, а през 2016 г. получава първата си главна роля в теленовелата Дойде любовта, продуцирана от Хосе Алберто Кастро.

## Филмография

### Телевизия

#### Теленовели
- Историята на Хуана (2024) – Паула Фуенмайор
- Никой като теб (2023) – Ромина Ортуньо Виери
- Разделена любов (2022) – Дебра Пуиг Алатристе
- Самотен с дъщери (2019) – Маша Симонова
- Дракона: Завръщането на воина (2019) – Химена Ортис
- Признавам се за виновна (2017/18) – Наталия Урсуа Монрой
- Дойде любовта (2016/17) – Лусиана Муньос Естрада
- Страст и сила (2015/16) – Даниела Монтенегро Перес
- Италианската булка (2015) – Катя

#### Сериали
- 40 y 20 (2017) – Маша
- Renta congelada (2017) – Даниела

### Театър
- ¿Porqué los hombres aman a las cabronas? (2017) – Дулсе

## Награди и номинации
Награди TVyNovelas
| Година | Категория                 | Теленовела    | Резултат   |
| ------ | ------------------------- | ------------- | ---------- |
| 2016   | Най-добро женско откритие | Страст и сила | Номинирана |